# Benfleet F.C.
Câu lạc bộ bóng đá Benfleet là một câu lạc bộ bóng đá có trụ sở tại Benfleet, Essex, Anh. Đội hiện là thành viên của Eastern Counties League Division One South và thi đấu trên sân Park Lane ở Canvey Island.

## Lịch sử
Câu lạc bộ được thành lập vào năm 1922, ban đầu có tên là Benfleet United. Sau khi hợp nhất với Parkfields Athletic, họ được đổi tên thành Benfleet Rangers. Câu lạc bộ đã chơi ở Southend & District và giành được Essex Junior Cup mùa giải 1967-68. Sau khi giành chức vô địch vào mùa giải 1971-72, câu lạc bộ tham gia giải Essex Olympian League và bỏ tên Rangers. Đội là á quân trong hai mùa giải đầu tiên của họ tại giải đấu. Mùa giải 1981, giải đấu có thêm một hạng đấu thứ hai, với Benfleet trở thành thành viên của Division One. Họ lại là á quân giải đấu vào mùa giải 1981-82, trước khi giải đấu được đổi tên thành Essex Intermediate League vào năm 1986. Câu lạc bộ sau đó đã vô địch và vô địch Essex Intermediate Cup vào mùa giải 1988-89.
Mùa giải 1995-96 Benfleet đứng thứ hai từ dưới lên của Division One và bị xuống hạng ở Division Two. Họ đã vô địch Essex Premier Cup mùa giải 2002-03. Giải đấu trở lại tên ban đầu vào năm 2005, và câu lạc bộ vô địch Division Two vào mùa giải 2006-07, giành quyền thăng hạng lên Premier Division đã đổi tên. Sau ba mùa giải ở Premier Division, đội bị xuống hạng trở lại Division One vào cuối mùa giải 2009-10. Mùa giải 2013-14 kết thúc với việc đội bị xuống hạng ở Division Two, và câu lạc bộ đã rút lui khỏi giải đấu vào giữa mùa giải tiếp theo.
Benfleet sau đó trở lại Essex Olympian League ở Division Three cho mùa giải 2015-16, tiếp tục giành chức vô địch và đảm bảo thăng hạng lên Division Two. Vào cuối mùa giải 2017-18, câu lạc bộ đã đăng ký thành công để gia nhập giải Division One South của Eastern Counties League, một bước nhảy ba hạng đấu.

## Sân vận động
Câu lạc bộ ban đầu chơi tại Recreation Ground ở Benfleet. Khi chuyển đến Eastern Counties League, câu lạc bộ đã bắt đầu đá chung sân tại Park Lane của Canvey Island.

## Danh hiệu
- Essex Olympian League
  - Vô địch 1988-89
  - Vô địch Division Two 2006-07
  - Vô địch Division Three 2015-16
  - Vô địch Senior Cup 1983-84[2]
  - Vô địch Senior Challenge Cup 1974-75 (chung), 1982-83, 1984-85, 1989-90 (chung)[2]
  - Vô địch Denny King Memorial Cup 2001-02, 2002-03[2]
- Southend & District League
  - Vô địch 1971-72
- Essex Premier Cup
  - Vô địch 2002-03
- Essex Intermediate Cup
  - Vô địch 1988-89
- Essex Junior Cup
  - Vô địch 1967-68